# Burg-Waldeck-Festivals

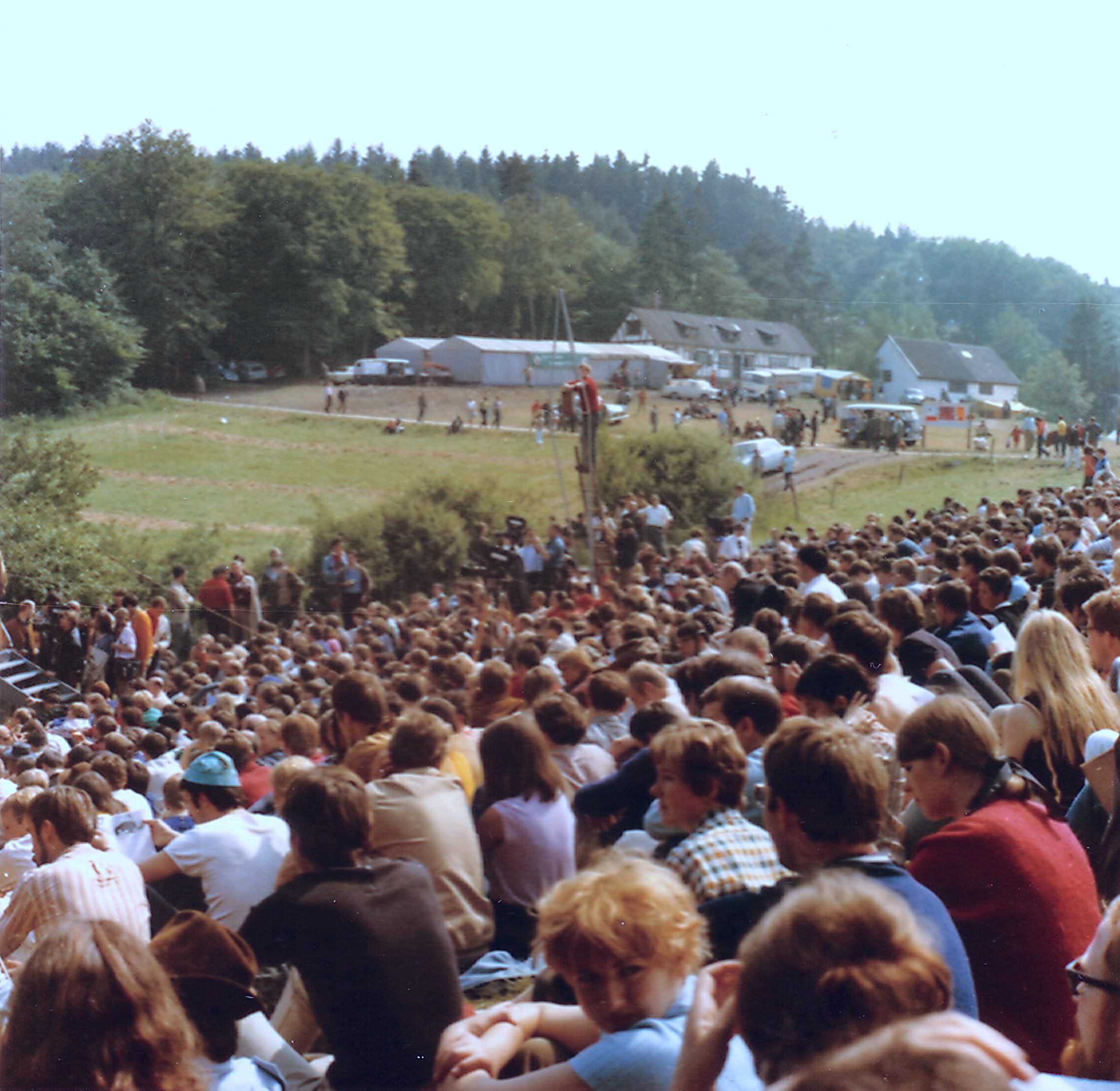
Burg-Waldeck-Festival 1968

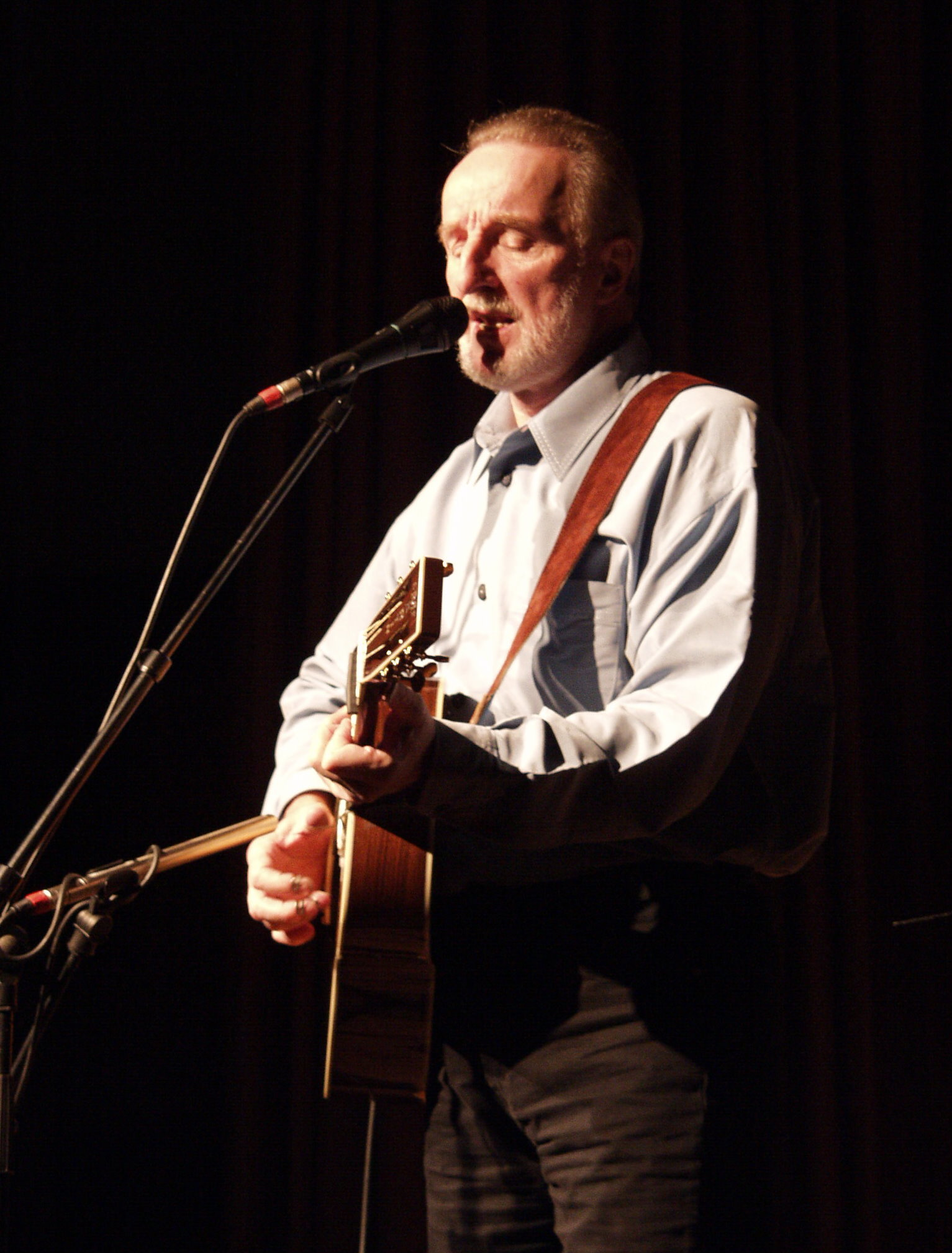
Hannes Wader (2005)

Die Burg-Waldeck-Festivals (1964–1969) im Hunsrück waren die ersten Freiluft-Musikfestivals in Deutschland und bildeten einen entscheidenden Abschnitt in der deutschen Folkgeschichte. Sie waren beeinflusst vom französischen Chanson und der amerikanischen Folk- und Protestlieder-Szene. Sie setzten das engagierte und kritische Lied als Gegenpol zum damals gängigen Schlager. Zudem waren sie Karriere-Startpunkt einiger bedeutender Musiker und Liedermacher wie beispielsweise Franz Josef Degenhardt, Reinhard Mey, Dieter Süverkrüp, Hannes Wader und Walter Mossmann. Als 1969 nicht Folklore, sondern Rockmusik und revolutionär-politische Debatten überwogen, war das Ende der Festival-Reihe gekommen.

## Entstehungsgeschichte
Auf dem Gelände der Burgruine Waldeck haben zwei unterschiedliche Gruppierungen Besitz und Heimrecht: der konservative Jugendbund Nerother Wandervogel und die eher progressive Arbeitsgemeinschaft Burg Waldeck (ABW). 1963 gab es innerhalb dieser Arbeitsgemeinschaft einen „Studentischen Arbeitskreis“, den einige Studenten und Gruppenführer aus der Bündischen Jugend, unter anderem aus der Jungenschaft, gegründet hatten und der sich mit aktuellen kulturellen Fragen auseinandersetzte. „Der Gedanke an Waldeck als einer Werkstatt“ oder, wie die charismatischen Sänger Hein und Oss Kröher es nannten, eines „Bauhauses der Folklore“ war zu jener Zeit virulent. Aus der Idee, hier eine Art musische Bauhütte zu etablieren, in der Sänger und Musikanten, aber auch Autoren und Wissenschaftler zusammentreffen sollten, entwickelte sich der Plan zu einem Festival, zu dem man Liederfreunde aus Europa einladen wollte. Die ABW gab dazu ihre Zustimmung, die Finanzierung sollte der Arbeitskreis selbst übernehmen. Zu dem Kreis, der die Festivals initiierte und viele Helfer begeistern konnte, gehörten der spätere Kunstpädagoge und Kulturhistoriker Diethart Kerbs, der die Veranstaltungen ideologisch prägte, Jürgen Kahle, der die Organisation leitete, Rolf Gekeler, der für das Programm verantwortlich war und ab 1966 das Magazin song herausgab, sowie der Sänger Peter Rohland, der viele Künstler kannte und einlud.

## Schwierigkeiten und Widerstände

### Gelände

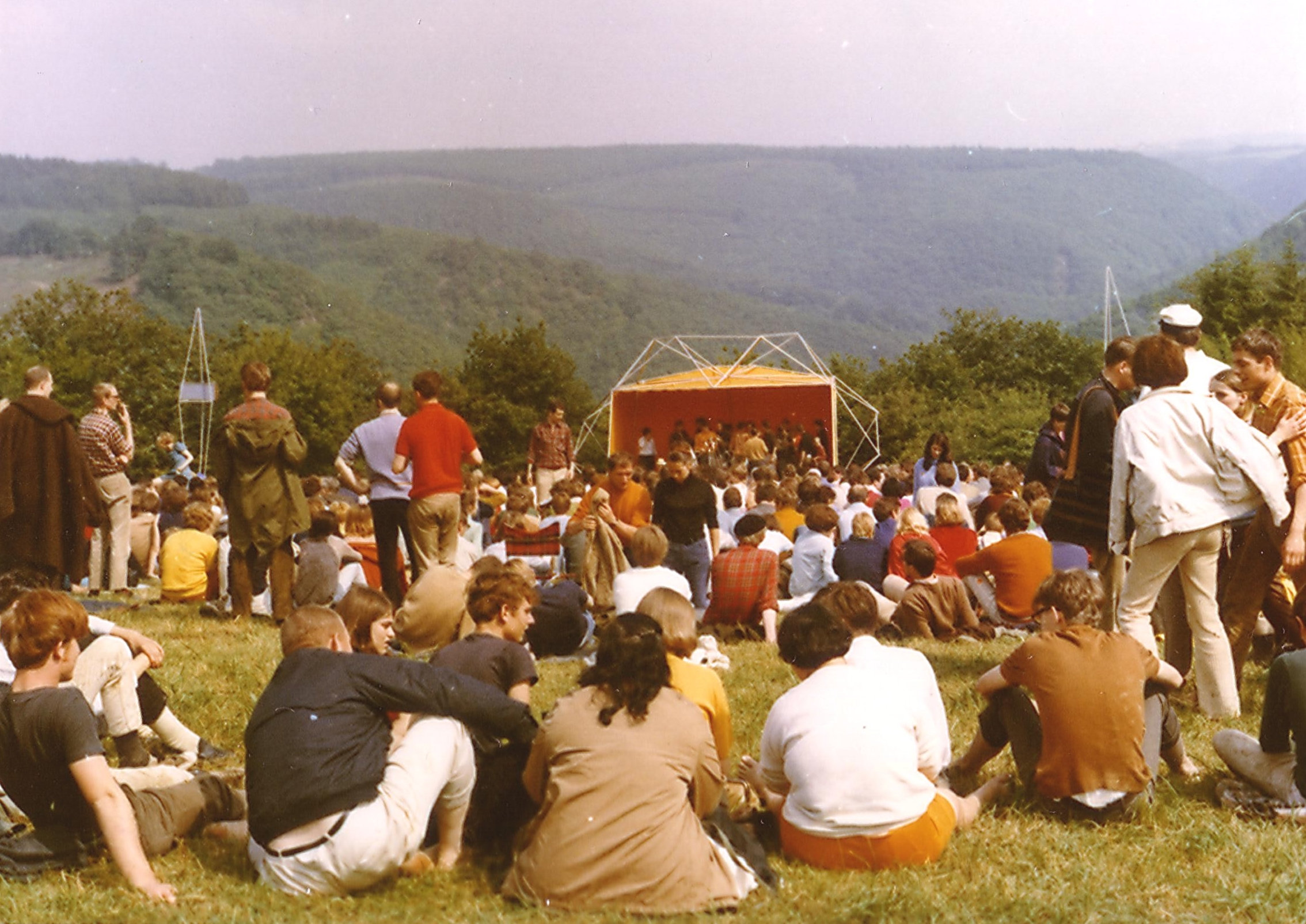
Blick vom Burg-Waldeck-Gelände auf das Baybachtal (1968)

Das Gelände bei der Burg Waldeck war 1963/64 für ein Festival wenig geeignet. Es war sehr einsam im Hunsrück oberhalb des Baybachtals gelegen und hatte keinen befestigten Zufahrtsweg. Es hatte keinen für ein Festival ausreichenden Stromanschluss und nur primitive sanitäre Einrichtungen. Eine Bühne war nicht vorhanden und für ein großes Festzelt fehlten die finanziellen Mittel. Zudem lag der Platz auch noch in der Einflugschneise des US-Flugplatzes Hahn, und es gab wenig Parkplätze und Unterkunftsmöglichkeiten. Die meisten Schwierigkeiten wurden später durch die große Hilfsbereitschaft vieler begeisterter freiwilliger Mitarbeiter aus ganz Deutschland gemeistert. Als sich dann 1968 fast 6000 Besucher auf dem Gelände befanden, war die dafür nicht ausreichende Infrastruktur restlos überfordert.

### Beteiligte
Nicht alle aus der ABW waren begeistert von der Idee des Studentischen Arbeitskreises, weil dessen Vorhaben nicht ihrem alten Waldeck-Bild entsprach und man Angst vor den finanziellen Risiken hatte. Gegner der Veranstaltungen war vor allem der konservative Burgnachbar Nerother Wandervogel, an dessen Spitze Karl Oelbermann stand. „König Oelb“, wie Der Spiegel ihn in einem Bericht über die Streitigkeiten titulierte, und seinem der ABW ideologisch entgegengesetzten Jugendbund missfiel die Anwesenheit von Linken, von Menschen mit langen Haaren und der „Mode-Erscheinung Blue Jeans“. Es gab bis 1969 zahlreiche Zwischenfälle, bei denen Versorgungsleitungen und Rundfunkkabel durchschnitten und Autoreifen zerstochen wurden, eine Holzbühne abbrannte und der vom Bildhauer Eberhard Fiebig gestaltete Bühnenbau zerstört und sein Sockel in die Luft gesprengt wurde. Trotz Fahndung der Kriminalpolizei und Untersuchungen von Sprengstoffexperten des Bundeskriminalamtes konnten keine Täter ausfindig gemacht werden. Als während der letzten beiden Festivals in den Hunsrückdörfern Wände mit linken Symbolen bemalt wurden und „Gammler, Hippies und Revoluzzer“ beträchtliche Flurschäden durch Müll und wild parkende Autos verursachten, waren die Festivalbesucher der einheimischen Bevölkerung nicht mehr willkommen.

## Die Festivals

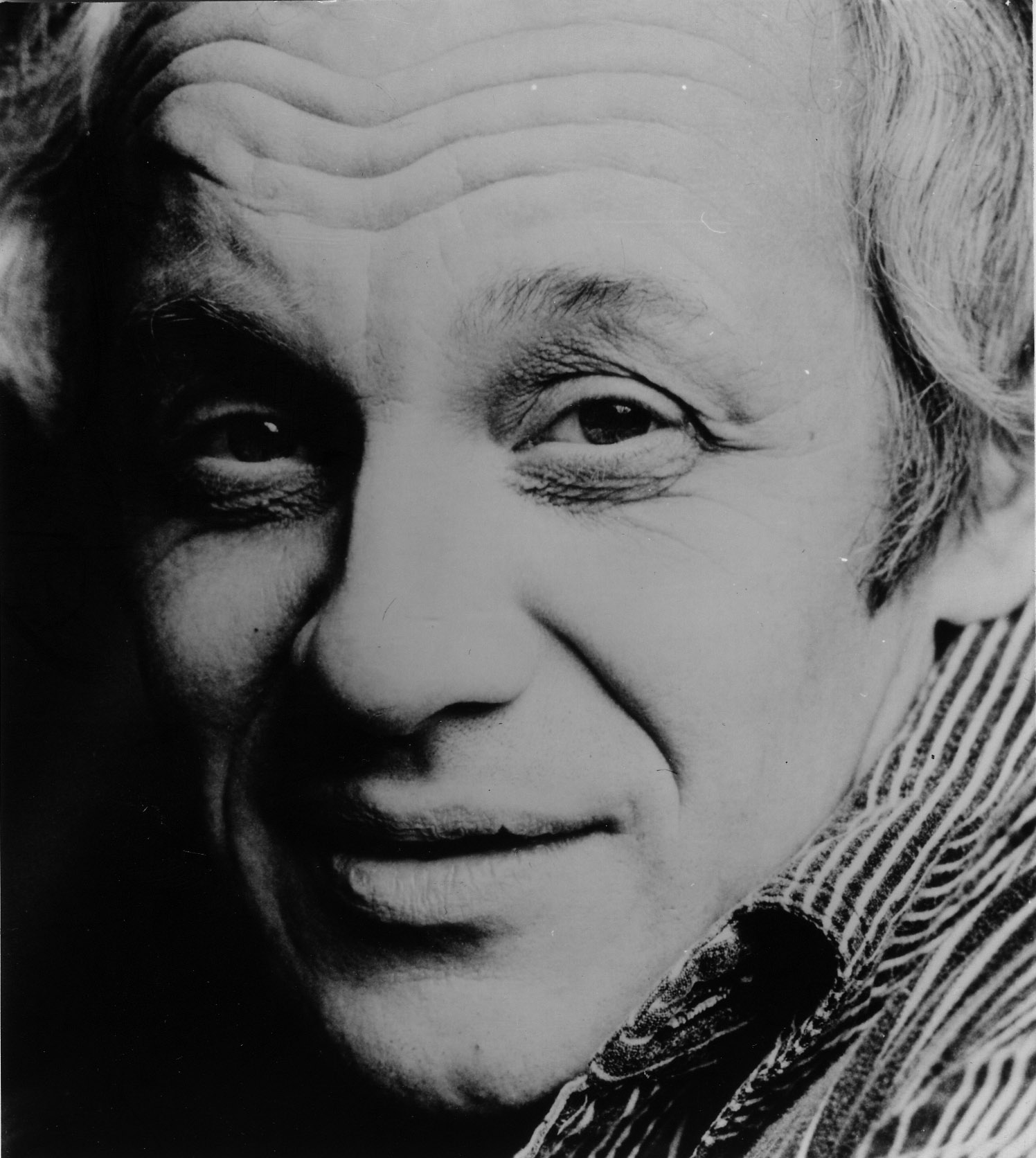
Dieter Süverkrüp

### Erstes Festival: „Chanson Folklore International – Junge Europäer singen“ (15.–21. Mai 1964)
Zum ersten Festival kamen rund 400 Besucher zur Waldeck. In der Eröffnungsrede hieß es: „Wir fanden, dass eine bestimmte Art von Musik, für die wir eine ganz besondere Vorliebe haben, in Deutschland längst noch nicht genug beachtet und gepflegt wird. Wir meinen das Chanson, das Lied, den Bänkel-Song, die unverkitschte Volksmusik. Wir haben uns gefragt, warum wir in unseren Breiten keinen Georges Brassens oder Yves Montand, keinen Pete Seeger und keine Joan Baez haben.“ Die Sänger fanden ein sehr aufgeschlossenes Publikum, es gab zahlreiche Vorträge, Gespräche und Studiokonzerte. Reinhard Mey sang Lieder von Fritz Graßhoff und französische Chansons, Franz Josef Degenhardt hatte seinen ersten öffentlichen Auftritt, Michaela Weiss trug israelische Lieder vor und das aus Schweden angereiste Duo Hai & Topsy sang internationale Folklore. Es gab amerikanische Folksongs, zum Beispiel von Carol Culbertson, von Fasia Jansen vorgetragene Lieder gegen die Atombombe und satirische Songs von Dieter Süverkrüp. Besondere Aufmerksamkeit fanden die in dieser Zeit kaum bekannten jiddischen Lieder, die Peter Rohland sang. Da mehrere deutsche Rundfunksender (SWF, SDR und WDR) vor Ort waren und Musiksendungen produzierten, wurde das Festival schnell bundesweit bekannt.

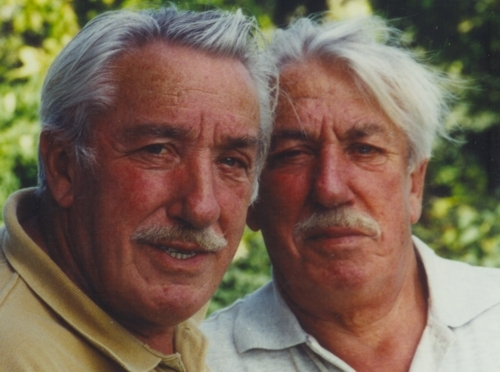
Hein & Oss (2006)

### Zweites Festival: „Chanson Folklore International“ (26. Mai – 1. Juni 1965)
Das zweite Festival hatte bereits etwa 2000 Besucher. Im vierstündigen Eröffnungskonzert, in dem jeder Künstler zwei Lieder vortrug, wurden meist neu geschaffene Lieder gesungen. Zum ersten Mal waren Colin Wilkie & Shirley Hart dabei, ebenso John Pearse aus England. Das Publikum entdeckte die von einer eindringlichen Bildersprache geprägten Chansons von Walter Mossmann, hörte jiddische Lieder der Niederländerin Lin Jaldati und Folksongs des kanadischen Sängers Perry Friedman. Zu den vielen, die beim 64er Festival dabei waren, kamen neue Künstler dazu, zum Beispiel Eva Vargas, Schobert und Black, Walter Hedemann und Susanne Tremper. Das Festival war zeitweise verregnet; viele trieb es deshalb in eine Jurte, in der unentwegt diskutiert und gesungen wurde; die pfälzischen Sänger Hein und Oss Kröher hatten dieses mongolische Feuerzelt als Kommunikationspunkt für Künstler und Publikum errichtet. Diesmal war auch das ZDF mit Fernsehaufnahmen dabei. Es war ein sehr harmonisches Festival, in dem die Schwerpunkte bei Liedern aus anderen Ländern, bei Chansons, Bänkelliedern, Balladen, Protestliedern bis hin zu Minneliedern von Walther von der Vogelweide lagen.

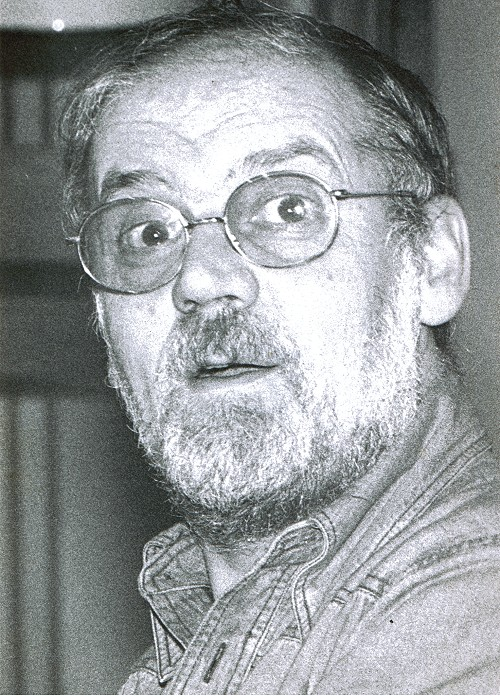
Hanns Dieter Hüsch

### Drittes Festival: „Chanson Folklore International“ (26. Mai – 5. Juni 1966)
Über Pfingsten fand das dritte Festival statt, bei dem sich der Schwerpunkt langsam zum politischen Lied hin zu verlagern begann. Klaus Budzinski schrieb in der Zeit dazu, es „singen „Engagierte“ und „Folkloristen“ nebeneinander, und wenn man Glück hat, entdeckt man im intellektuellen Protest die Poesie und in der Folklore die Aneignung durch ein spezifisches Temperament“. Vor den Festkonzerten an den Pfingsttagen fand bereits ein Arbeitstreffen statt, im Anschluss eine „Folksong-Woche“ mit Workshops, unter anderem über Gitarrentechniken und altdeutsche Lautenlieder. In diesem Jahr traten zum ersten Mal der Liedermacher Hannes Wader, dessen Sängerkarriere hier begann, und der Kabarettist Hanns Dieter Hüsch auf. In der Vorberichtserstattung hatte der Rheinische Merkur mit dem Titel „Gammler auf Burg Waldeck – Nihilistische Pfingstfeier“ für den Zulauf mancher Neugieriger gesorgt, die mit den oft hochkarätigen Beiträgen wenig anfangen konnten, und was den Ansager des ersten Konzerts zu der mit Heiterkeit aufgenommenen Begrüßung verleitete: „Liebe Gammler, liebe Nihilisten, liebe Atheisten“. Im Programm gab es unter anderem ein improvisiertes Hootenanny-Konzert mit den angloamerikanischen Musikern, unter ihnen die Banjo-Spielerin Hedy West aus Georgia, die auch in den nächsten beiden Jahren zur Waldeck kam. Neben vielen Künstlern der vorherigen Konzerte sangen 1966 zahlreiche neue Interpreten, zum Beispiel Ulrich Freise & Fredrik Vahle, der Belgier Julos Beaucarne oder der italienische Liedermacher Fausto Amodei. Es gab vielfältige Presseberichte über dieses Festival, angefangen von der Trendzeitschrift twen bis hin zur Tiefdruckbeilage „Bilder und Zeiten“ der FAZ.

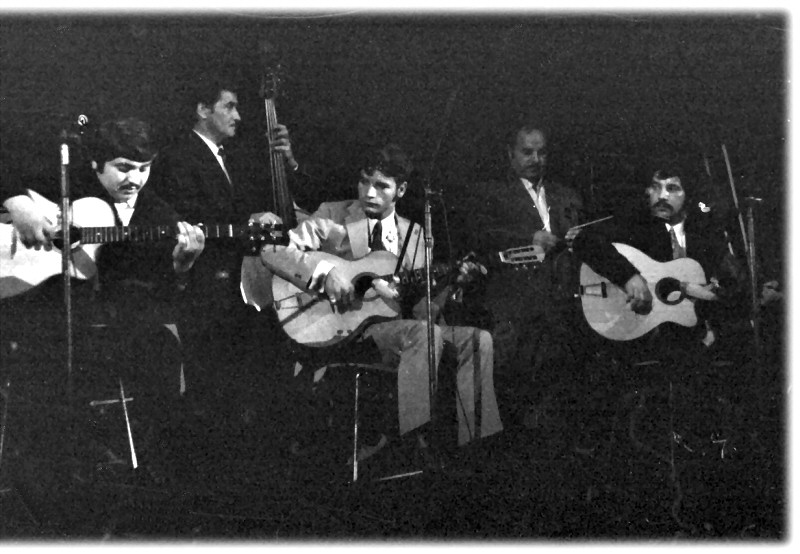
Schnuckenack Reinhard Quintett (1972)

### Viertes Festival: „Das engagierte Lied“ (24.–28. Mai 1967)
Ostermärsche und Vietnamkrieg hatten bei Künstlern und jungen Menschen eine politische Sensibilisierung hervorgerufen, die dazu führte, dass die Mitwirkenden aufgefordert wurden, sich mit ihren Texten und Liedern und in den Referaten und Arbeitskreisen mit dem Festivalthema „Das engagierte Lied“ auseinanderzusetzen, was zur Folge hatte, dass mehr und gegensätzlicher als in den Vorjahren diskutiert wurde. Walter Mossmann trug die „Ballade vom Wehrdienstverweigerer M.“ vor, und der Dichter Erich Fried war gekommen und las seine politischen Gedichte und Lieder. Pfingstsonntag trat in einer Veranstaltung der Pole Aleksander Kulisiewicz auf, der im KZ Sachsenhausen inhaftiert war, dort Liederabende organisiert und viele Lagerlieder geschrieben hatte. Zum ersten Mal war die französische Schauspielerin und Sängerin Magali Noël auf der Waldeck, ebenso das Schnuckenack Reinhardt Quintett, das mit dem Jazz deutscher Sinti die musikalische Vielfalt des Festivals bereicherte. Wie in den vorherigen Jahren waren Franz Josef Degenhardt, Hanns Dieter Hüsch, Walter Hedemann, Schobert und Black und viele andere Künstler am Festival beteiligt. Ivan Rebroff sang mit dem „Balalaika Ensemble Troika“. Veranstalter und Besucher litten unter Sabotageakten, unter anderem durch zerschnittene Kabel, Zerstörung des Notstromaggregats des Roten Kreuzes und zeitweiliger Unterbrechung der Wasserzufuhr.

### Fünftes Festival: „Lied ’68“ (12.–17. Juni 1968)

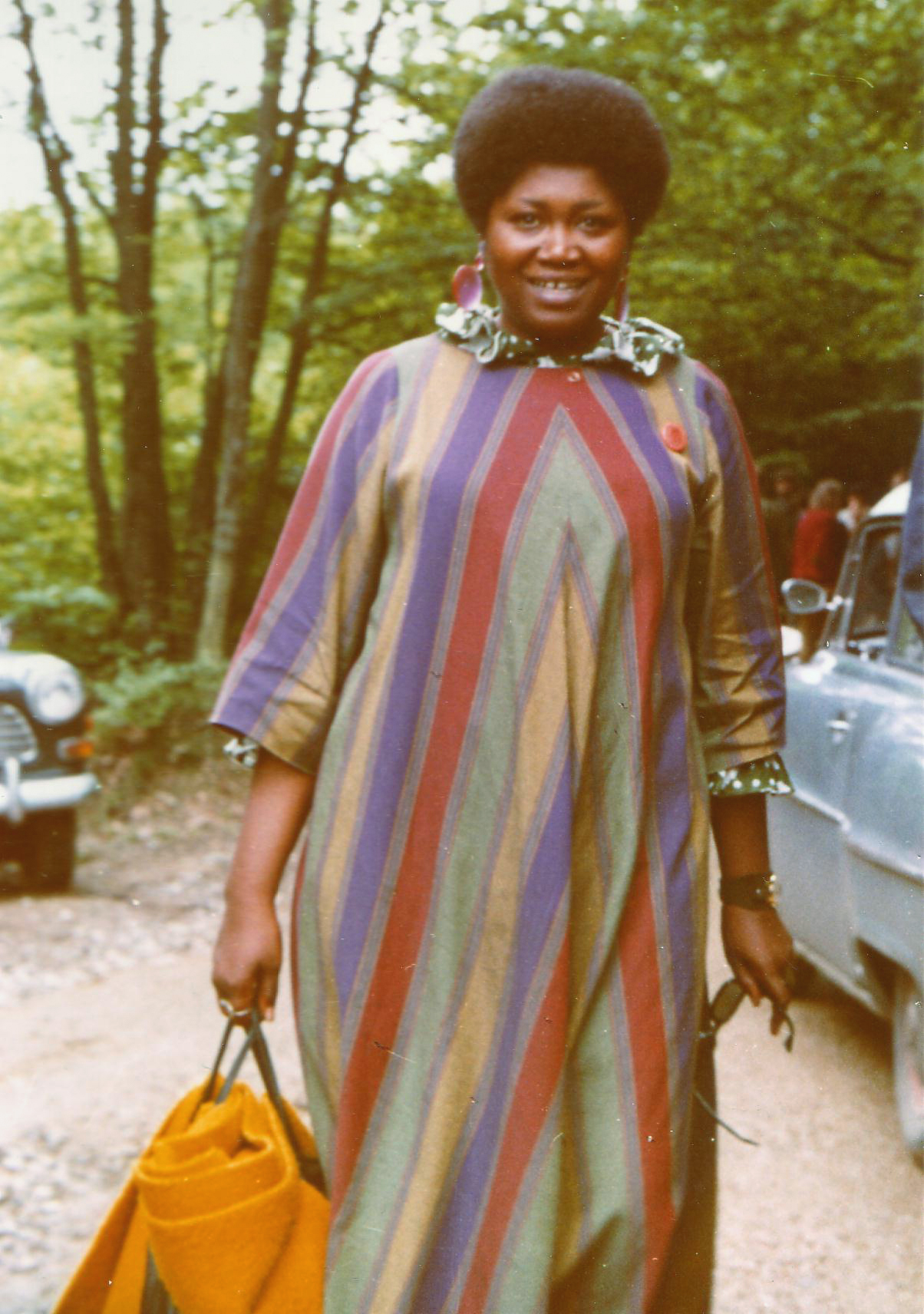
Odetta (aufgenommen auf dem Burg Waldeck-Festival 1968)

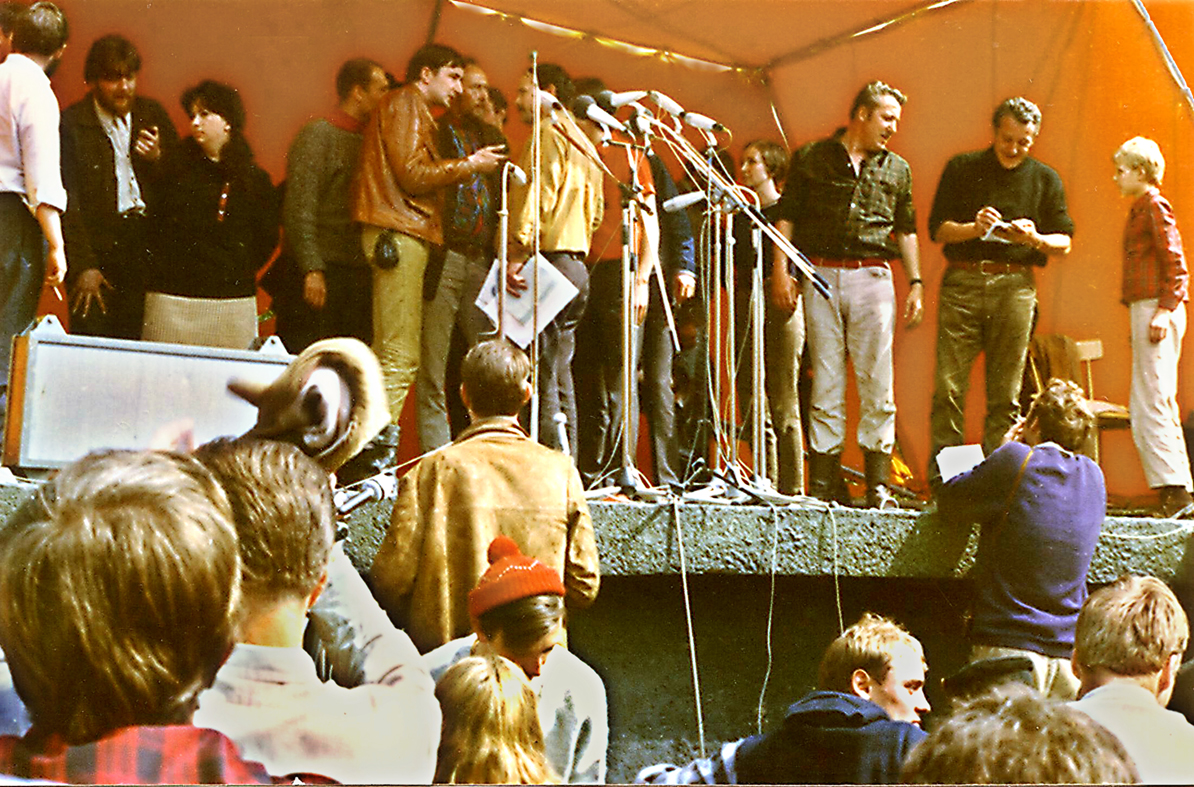
1968 spielten sich auf der Bühne chaotische Szenen ab

Rolf Gekeler hatte als Festivalleiter 1967 in den USA das Newport Folk Festival besucht und dabei einige Protestsänger, unter anderem Phil Ochs und Guy Carawan, zum Waldeck-Festival 1968 eingeladen, dessen Schwerpunkt der amerikanische Protestsong sein sollte. Auch die afroamerikanische Sängerin Odetta war mit dabei. Die durch den Tod von Benno Ohnesorg und Martin Luther King zunehmend revolutionär wirkende Stimmung unter den Studenten griff auch auf die Waldeck über, als Vertreter des Sozialistischen Deutschen Studentenbundes (SDS) aus einigen Universitätsstädten angereist kamen und mit Störmanövern die Auftritte von Sängern behinderten, in deren Texten sie keine politische Relevanz sahen. Ihre „Basisgruppe Waldeck-Festival“ kritisierte den fehlenden politischen Bezug des Festivals und die zunehmende Kommerzialisierung und versuchte, die Hauptkonzerte umzufunktionieren. Ihre Mitglieder besetzten die Bühne, schwenkten Vietcong-Fahnen, verlasen Flugblätter und forderten: „Stellt die Gitarren in die Ecke und diskutiert!“ Während sich Franz Josef Degenhardt mit den Akteuren solidarisierte, wurden die Auftritte von Reinhard Mey und Hanns Dieter Hüsch gestört; letzterer sollte sich vor einem Tribunal für den Inhalt seiner Texte verteidigen. Die amerikanischen Gäste und auch die Blödeltruppe Insterburg & Co. blieben unbehelligt.
Aus Protest gegen diese Forderungen wollten zahlreiche Künstler nicht auftreten, es gab chaotische Szenen, das Publikum saß eine Stunde ratlos da, ehe sich die Sänger, angeführt von Colin Wilkie, wieder auf die Bühne zurückbegaben. Die Kröhers und ihre Kollegen bestanden öffentlich auf einem Festival des Liedes; Diskussionen darüber sollten erst nach den Konzerten geführt werden. Insgesamt waren viele Lieder politikbezogen, so sang Walter Mossmann das Lied „Drei Kugeln auf Rudi Dutschke“, das ihm Wolf Biermann, der aus der DDR nicht zum Festival kommen durfte, am Telefon vorgesungen hatte, und Dieter Süverkrüp trat zusammen mit dem linken Politkabarett Floh de Cologne auf. Das Folk-Festival war in eine Krise geraten, es gab Schulden wegen der hohen Flugkosten für die amerikanischen Künstler, die ABW kritisierte die anarchistischen Auswüchse der Veranstaltung, und die Scharen von „Gammlern“ hinterließen bei der Bevölkerung einen sehr negativen Eindruck.

### Sechstes Festival: „Waldeck 69 – Gegenkultur“ (10.–15. September 1969)

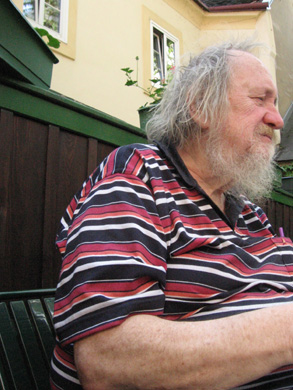
Rolf Schwendter (2007)

Das letzte Waldeck-Festival fand im September 1969 statt. Als sogenanntes „Arbeitstreffen“ deklariert, wurde es nicht mehr vom Studentischen Arbeitskreis der ABW ausgerichtet, sondern von einer Projektgruppe. In dieser veranstaltenden Gruppe – in den Jahren zuvor hatte die Verantwortung bei der ABW gelegen, die diesmal nur das Gelände zur Verfügung stellte – arbeiteten unter anderem Mitglieder des Mainzer Republikanischen Clubs und einige song-Redakteure, darunter Rolf-Ulrich Kaiser und Henryk M. Broder; das Magazin song erschien inzwischen mit dem Untertitel „Zeitschrift für progressive Subkultur“. Unter dem Aspekt, Beat für die politische Aktion nutzbar zu machen, hatte man entsprechende Bands eingeladen, und so waren unter anderem Tangerine Dream und Xhol Caravan anwesend. Es waren kaum noch akustische Gitarren zu vernehmen; manche der früheren Teilnehmer, Reinhard Mey und Hannes Wader zum Beispiel, gaben nur einen Kurzauftritt; andere waren erst gar nicht erschienen. Es gab zahlreiche Arbeitskreise, aber die „meisten Workshops litten darunter, dass es zu wenig oder gar keine Teilnehmer gab, die über praktische Erfahrungen zum behandelten Thema verfügten. Workshop I ‚Arbeiterkultur‘ fiel dem völlig zum Opfer.“
Beim Auftritt der vom Schriftsteller Joe Berger gegründeten Happening-Kunstgruppe „First Vienna Working Group“ zur Hungerkatastrophe in Biafra kam es zu einem Eklat; sie ließ sich ein üppiges Essen auf die Bühne bringen und gab hin und wieder nur eine Phrase von sich (den Satz „Auch der Onkel Ho geht nicht mehr aufs Klo“ wählte Der Spiegel als Titel für seine Berichterstattung), was einige „orthodoxe Revolutions-Dogmatiker“ so provozierte, dass sie die Bühne stürmten und die Künstler flüchten mussten. Der Kulturtheoretiker Klaus Theweleit schrieb dazu in der Zeit: „Selbst der provokative Angriff auf die Konsumentenhaltung wird vom überwiegenden Teil der Zuschauer bloß konsumiert, vom Rest missverstanden, und nur von ganz wenigen als Angriff auf die im Ritual festgefrorenen Theaterformen erkannt.“ Der österreichische Schriftsteller und Devianzforscher Rolf Schwendter erregte Aufmerksamkeit „durch seine Anti-Lieder zur Kindertrommel, zu der er im Sprechgesang über den latenten Faschismus und seine eigne Theorie der Subkultur dozierte.“ Günter Wallraff las von seinen Undercover-Erfahrungen als Arbeiter. Der Schweizer Liedermacher und Kabarettist Franz Hohler, 1969 erstmals auf Burg Waldeck, zählte zu den Künstlern mit einem qualitativ besonders hochstehenden künstlerischen Auftritt. Gegenüber den vorigen Festivals hatte sich die Publikumsstruktur völlig verändert, die Dogmatiker hatten die Oberhand; ein Festival im Sinne von „Chanson Folklore International“ war nicht mehr durchführbar.

## Nachklänge

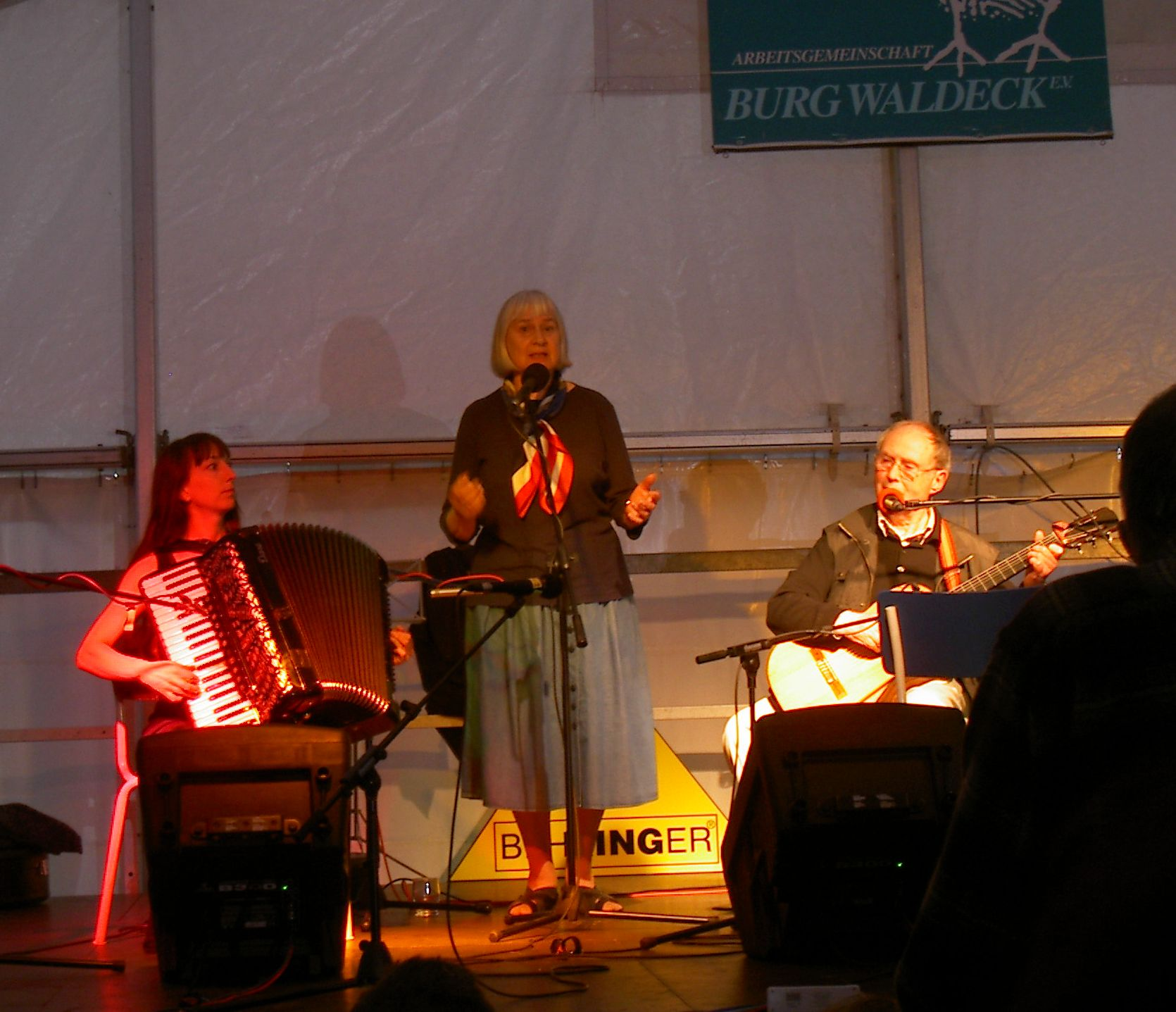
Hai und Topsy 2004 auf der Burg Waldeck

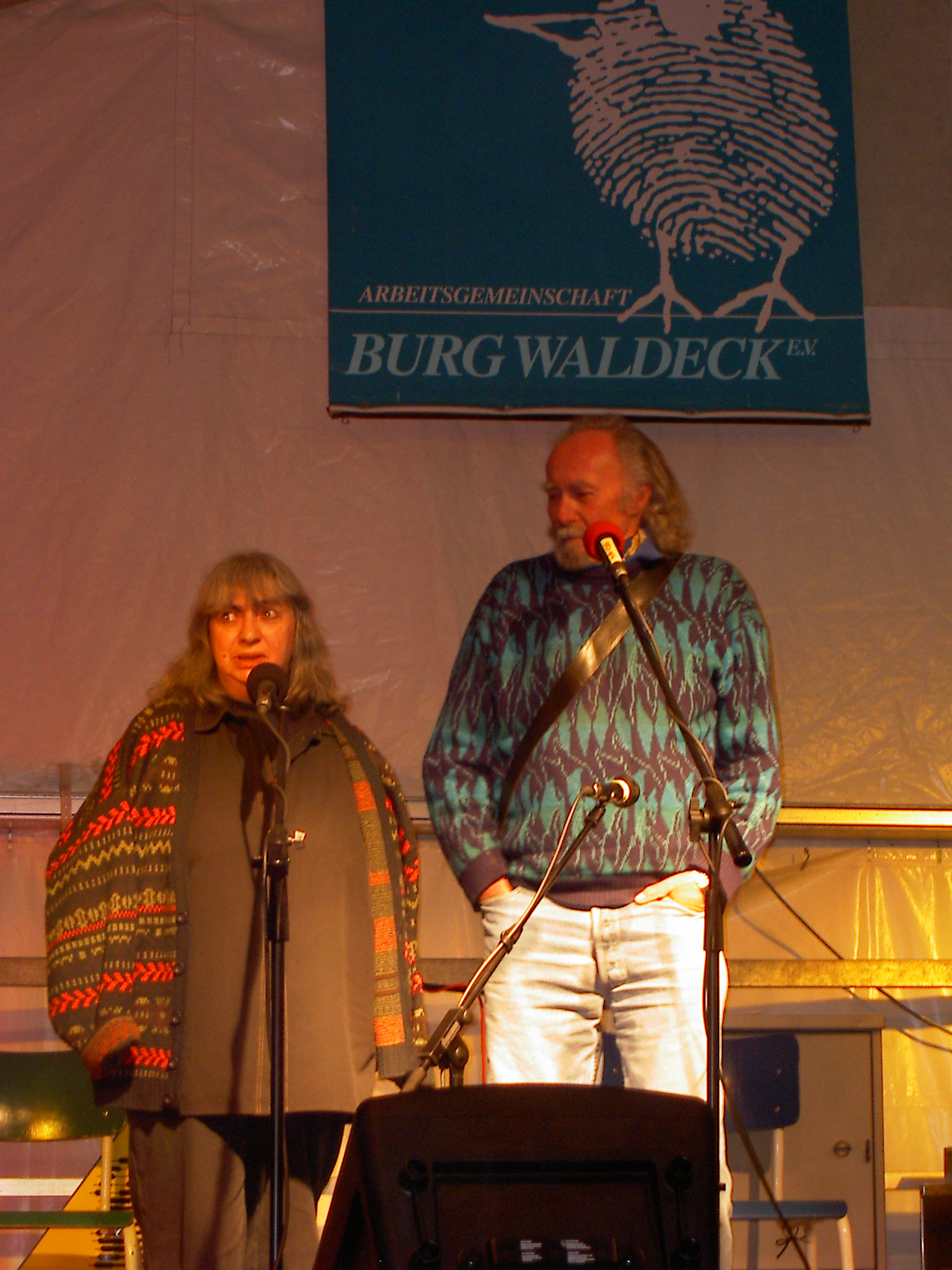
Colin Wilkie und Shirley Hart 2004 auf der Burg Waldeck

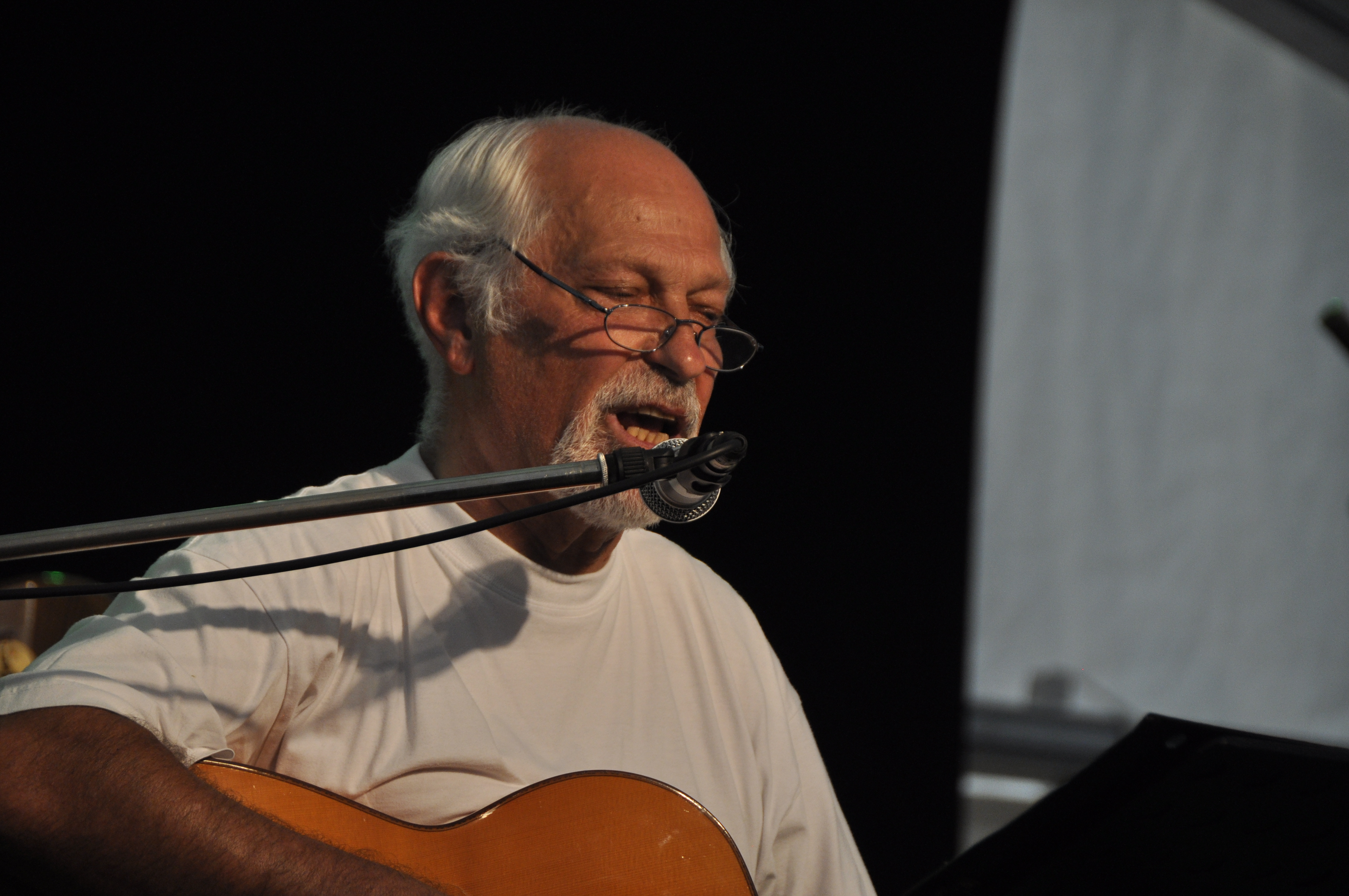
Black (Lothar Lechleiter) 2014 auf der Burg Waldeck

Erst vier Jahre später gab es wieder ein großes Songfestival. Ostern 1973 organisierte Carsten Linde die Ludwigshafener Songtage, die störungsfrei verliefen und bei denen sehr viele der bekannten Waldeck-Liedermacher als Teilnehmer auftraten; neue Künstler kamen hinzu, zum Beispiel der US-amerikanische Folksänger Tom Paxton und die irischen Folk-Brüder Eddie und Finbar Furey. „Das [Festival] auf der Waldeck war die Geburt, das hier ist das Kind“, wertete Oss Kröher in der Rheinpfalz die Veranstaltung. Pfingsten 2004 wurde zum vierzigsten Jahrestag des ersten Festivals „Chanson Folklore International“ ein Jubiläums-Liederfest durchgeführt, zu dem viele der Künstler der vergangenen Festivals in den Hunsrück kamen. Inzwischen finden auf der Waldeck in kleinerem Rahmen als in den 1960ern von der ABW organisierte Pfingstveranstaltungen statt, auf denen neue Talente entdeckt werden und bekannte Künstler auftreten, so beim Liederfest 2007 Barbara Thalheim, Joana, Frank Baier, Jens-Paul Wollenberg und Klaus der Geiger sowie 2008 Johanna Zeul und Tilman Lucke.
Pfingsten 2014 fand unter Beteiligung zahlreicher Teilnehmer der ersten Festivals die Veranstaltung „Fünfzig Jahre Liederfest auf der Waldeck“ statt. Unter anderem traten Hein und Oss Kröher, Lothar Lechleiter (Black), Joana, Christof Stählin sowie Colin und Shirley auf.

## Die Bedeutung der Burg-Waldeck-Festivals
„Die Festivals auf der Burg Waldeck waren die vermutlich wichtigsten Daten in der Geschichte der bundesdeutschen Folkbewegung“, wertet das Folk Lexikon die Waldeck-Festivals. Sie waren die ersten Open-Air-Festivals in Deutschland und machten, beeinflusst unter anderem vom französischen Chanson und der US-amerikanischen Folk- und Protestszene, neue deutschsprachige Liedformen als Gegenpol zum damals gängigen Schlager bekannt. Mit den Waldeck-Festivals entstand die Wiederentdeckung und Aufarbeitung deutscher Volkslieder demokratischen Charakters aus den vergangenen Jahrhunderten, die der Volkskundler Wolfgang Steinitz gesammelt hatte, und die später von Gruppen wie Zupfgeigenhansel, Elster Silberflug und Liederjan fortgeführt wurde. Es begann eine Renaissance der jiddischen Volksmusik. Für einige Jahre erhielt das politische Lied große Aufmerksamkeit; die Künstler erhielten viele Auftrittsmöglichkeiten; Rundfunk- und Fernsehsender sowie Plattenverlage waren an Veröffentlichungen interessiert und zahlreiche kleine Folkmagazine entstanden und werden bis heute fortgeführt (zum Beispiel Folkmagazin und Folker!). Die Festivals waren die Wegbereiter für neuartige Formen des deutschsprachigen Lieds, so entstand zum Beispiel auch ein neuer Typ von Kinderliedern, der von Fredrik Vahle sowie von Süverkrüp mit seinem „Baggerführer Willibald“ initiiert wurde. Und schließlich war die Waldeck für viele Künstler der Karrierestartpunkt. „Niemand dachte damals daran, dass Musikwissenschaftler später einmal vom Anfang einer neuen musikgeschichtlichen Epoche, Historiker von einem kulturrevolutionären Ereignis sprechen würden“, schreibt der Presseforscher und Professor Holger Böning, die Wirkungen seien unübersehbar und in der deutschen Musikgeschichte beispiellos; für einen „kleinen Augenblick war das deutschsprachige Lied zu einer kulturellen Erscheinung von erheblicher Breitenwirkung geworden.“

## Ausstellungen
- 2004: Burg Waldeck und die Folgen. Wanderausstellung, u. a. Mainzer Rathaus und „Festival Musik und Politik“ (vormals Festival des politischen Liedes), Berlin
- 2012: Peter Rohland, die Waldeck-Festivals und das politische Lied der Revolution von 1848. Erinnerungsstätte für die Freiheitsbewegungen in der deutschen Geschichte, Schloss Rastatt

## Tonträger
- 1968: Burg Waldeck Festival 1967 – Chanson Folklore International. LP – Xenophon
- 2004: Burg Waldeck Festival 1967 – Chanson Folklore International: Eine Dokumentation. 2 CDs. (Herausgeber) Arbeitsgemeinschaft Burg Waldeck, Helmut König (erweiterte Neuveröffentlichung der LP von 1968) – studio wedemark. STW 040504
- 2008: Die Burg Waldeck Festivals 1964–1969. 10 CDs.[16] – Bear Family Records.

## Filme
- Als die Hippies in den Hunsrück kamen – Die Burg Waldeck Festivals 1964–1969. Dokumentarfilm, Deutschland, 2014, 29 Min., Buch und Regie: Rolf Hüffer, Produktion: SWR, Reihe: Bekannt im Land, Erstsendung: 16. Mai 2014 beim SWR, Inhaltsangabe von ARD.
- Die kurze Nacht der langen Haare. Open Air-Festivals auf Burg Waldeck 1964 – 69. Dokumentarfilm, Deutschland, 2004, 152:20 Min., Buch und Regie: Werner O. Feißt, Hans Albert Lettow, Elmar Hügler, Horst Schäfer, Jürgen Lodemann, Rolf Hüffer, Produktion: SWR, Erstsendung: 11. Juni 2004 bei SWR, Inhaltsangabe von ARD.
- Das Fest fand im Freien statt. Die Geschichte der Festivals auf Burg Waldeck. Dokumentarfilm in zwei Teilen, Bundesrepublik Deutschland, 1984,  Min., Buch und Regie: Christel Priemer, Produktion: Saarländischer Rundfunk, Erstsendungen: 4. und 11. April 1984 beim SR, Filmdaten von spinnert.de.
- Chanson – Folklore 1966. Bericht über ein Festival. Dokumentarfilm, Bundesrepublik Deutschland, 1966, 26 Min., Buch und Regie: Werner O. Feißt, Produktion: SWF.
- Die Waldeck. Dokumentarfilm, Bundesrepublik Deutschland, 2013, 120 min., Buch und Regie: Gabi Heleen Bollinger, Produktion: GHBollinger in Zusammenarbeit der ABW.